# Conus betulinoides
Conus betulinoides é uma espécie de gastrópode do gênero Conus, pertencente a família Conidae.